# Olympische Sommerspiele 1896/Teilnehmer (Österreich)
| Silbermedaillen | Bronzemedaillen | 3. |
| --------------- | --------------- | -- |
| 2               | 1               | 2  |

Obwohl das Österreichische Olympische Comité erst 1906 gegründet wurde, nahm Cisleithanien, der westliche Landesteil von Österreich-Ungarn, 1896 bei den ersten Olympischen Spielen der Neuzeit in Athen teil. Für die Entsendung der Sportler sorgte das dafür gegründete Komitee für die Olympischen Spiele in Athen für Österreich unter dem Vorsitz von Johann Nepomuk Graf Wilczek, Eduard Graf Lamezan-Salins und Theodor Harmes. Insgesamt nahmen drei Sportler aus Österreich teil, die alle Medaillen errangen.

## Medaillen

### Medaillenspiegel
| Rang   | Sportart  | Silber | Bronze | 3. Platz | Gesamt |
| ------ | --------- | ------ | ------ | -------- | ------ |
| 1      | Radsport  | 1      | —      | 2        | 3      |
| 2      | Schwimmen | 1      | 1      | —        | 2      |
| Gesamt | Gesamt    | 2      | 1      | 2        | 5      |

### Medaillengewinner
| Name/n          | Sportart  | Wettkampf          |
| --------------- | --------- | ------------------ |
| Silber          |           |                    |
| Paul Neumann    | Schwimmen | 500 m Freistil     |
| Adolf Schmal    | Radsport  | 12-Stunden-Rennen  |
| Bronze          |           |                    |
| Otto Herschmann | Schwimmen | 100 m Freistil     |
| 3. Platz        |           |                    |
| Adolf Schmal    | Radsport  | 333 ⅓ m Zeitfahren |
| Adolf Schmal    | Radsport  | 10 km              |

## Teilnehmer nach Sportarten

### Fechten
| Athleten     | Wettbewerb | 1. Kampf             | 1. Kampf | 2. Kampf           | 2. Kampf | 3. Kampf           | 3. Kampf | 4. Kampf       | 4. Kampf | Rang |
| Athleten     | Wettbewerb | Gegner               | Ergebnis | Gegner             | Ergebnis | Gegner             | Ergebnis | Gegner         | Ergebnis | Rang |
| ------------ | ---------- | -------------------- | -------- | ------------------ | -------- | ------------------ | -------- | -------------- | -------- | ---- |
| Adolf Schmal | Säbel      | Tilemachos Karakalos | 0 - 3    | Ioannis Georgiadis | 2 - 3    | Ioannis Georgiadis | 3 - 2    | Holger Nielsen | 2 - 3    | 4    |

### Radsport
| Athleten     | Wettbewerb         | Zeit   | Rang |
| ------------ | ------------------ | ------ | ---- |
| Adolf Schmal | 333 ⅓ m Zeitfahren | 26,0 s | 3    |
| Adolf Schmal | 10 km              | k. A.  | 3    |
| Adolf Schmal | 100 km             | DNF    | DNF  |

| Athleten     | Wettbewerb        | Distanz    | Rang   |
| ------------ | ----------------- | ---------- | ------ |
| Adolf Schmal | 12-Stunden-Rennen | 314,997 km | Silber |

### Schwimmen
| Athleten        | Wettbewerb     | Zeit       | Rang   |
| --------------- | -------------- | ---------- | ------ |
| Paul Neumann    | 500 m Freistil | 8:12,6 min | Silber |
| Otto Herschmann | 100 m Freistil | 1:22,8 min | Bronze |